# كالفين بيس
كالفين بيس (بالإنجليزية: Calvin Pace)‏ هو لاعب كرة قدم أمريكية أمريكي، ولد في 28 أكتوبر 1980 في ديترويت في الولايات المتحدة.

## وصلات خارجية
- كالفين بيس على موقع مرجع كرة القدم المحترفة.كوم (الإنجليزية)